# Саніна Ірина Федорівна
Ірина Федорівна Саніна (Катаєва) (нар. 8 жовтня 1985, Донецьк, УРСР) — українська футболістка та тренерка, воротарка жіночої команди «Колос» (Ковалівка).

## Клубна кар'єра
Ірина народилася 8 жовтня 1985 року в Донецьку. 
Футбольну кар'єру розпочала в місцевій «Донеччанці». У Вищій лізі жіночого чемпіонату України дебютувала в 1998 році. У команді виступала до завершення сезону 2005 року.
У 2007 році перейшла до «Житлобуду-1», у футболці якого дебютувала 13 травня в переможному (6:2) домашньому поєдинку 1-о туру проти «Атекс-СДЮШОР №16». Ірина вийшла на поле в стартовому складі та відіграла увесь матч, а на 87-й хвилині отримала жовту картку. У складі харківського клубу також дебютувала в жіночій Лізі чемпіонів (9 серпня 2007, «Житлобуд-1» - «Динамо» (Тбілісі) - 14:0). З 2016 року мала статус граючої тренерки воротарів «Житлобуду-1».
У 2021 році Саніна долучилась до команди «Колос». Через російську агресію на початку 2022 року переїхала до Румунії, де тренувалась разом з командою «Хеніу Прунду», але вже у другій половині року знову продавжила свої виступи у складі української команди.

## Кар'єра в збірній
05 серпня 2003 року вперше потрапила до заявки збірної України на матч у товариському поєдинку проти білорусок. Також викликалася на матчі кваліфікації до Євро-2013 та чемпіонату світу-2015, проте на поле в тих матчах також не виходила.
02 червня 2013 року, після того як основна воротарка команди Ірина Зварич отримала червону картку вже на 26 хвилині матчу проти збірної Бельгії (0:3), Ірина Саніна вийшла на заміну та нарешті дебютувала за  збірну.
Загалом Саніна зіграла у складі головної команди 17 матчів, а у вересні 2022 року оголосила про завершення виступів за національну жіночу збірну України.

## Досягнення
«Донеччанка»
- Вища ліга чемпіонату України
  -  Чемпіонка (2): 1998, 1999
  -  Срібна призерка (2): 2000, 2001
  -  Бронзова призерка (2): 2002, 2003

- Кубок України
  -  Володарка (2): 1998, 1999
  -  Фіналістка (1): 1999

«Житлобуд-1»
- Вища ліга чемпіонату України
  -  Чемпіонка (9): 2008, 2011, 2012, 2013, 2014, 2015, 2018, 2019, 2021
  -  Срібна призерка (6): 2007, 2009, 2010, 2016, 2017, 2020

- Кубок України
  -  Володарка (10): 2007, 2008, 2010, 2011, 2013, 2014, 2015, 2016, 2018, 2019
  -  Фіналістка (2): 2009, 2021

«Колос»
- Вища ліга чемпіонату України
  -  Срібна призерка (1): 2024
  -  Бронзова призерка (1): 2023

- Кубок України
  -  Фіналістка (1): 2022